# Blijde inkomst

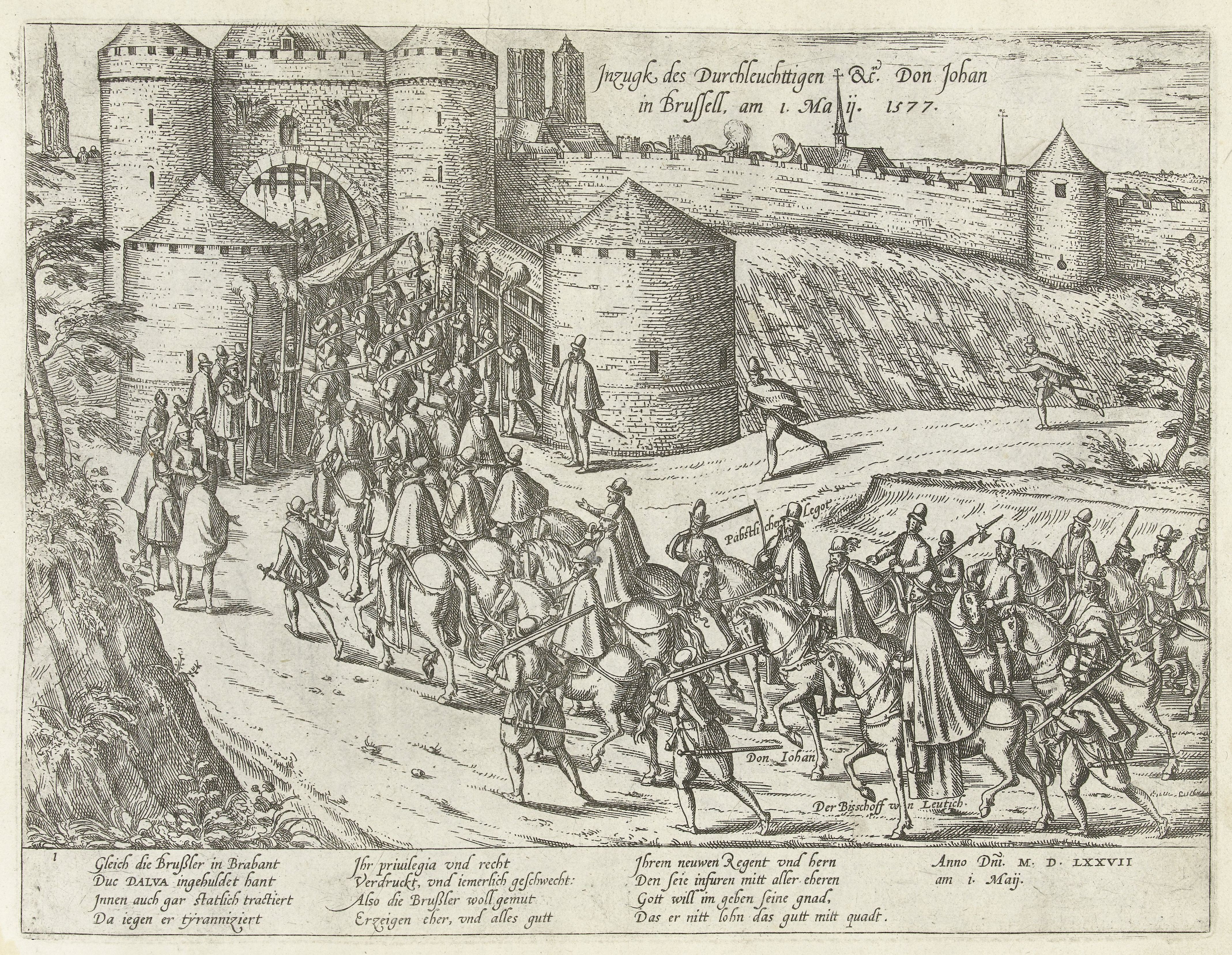
Blijde Intrede van Don Juan in Brussel op 1 mei 1577. Prent van Frans Hogenberg.

De blijde inkomst(e), blijde intrede of blijde intocht was een middeleeuws gebruik waarbij een pas aangetreden vorst, landvoogd of andere hoogwaardigheidsbekleder een vreedzaam bezoek bracht aan de steden in zijn gebied en feestelijk onthaald werd door de lokale bevolking. Daarnaast hoorde bij deze inhuldiging het juridisch gebruik, beginnend in 1356 met Johanna van Brabant, dat de nieuwe heersers in ruil voor erkenning door de bevolking van hun machtspositie, een eed aflegden op het eerbiedigen van door de burgerij opgestelde rechten en privileges. Een en ander werd vastgehouden en bezegeld in oorkondes of charters, opgesteld als feodale overeenkomst met publieke werking. Ook naar deze overeenkomsten werd en wordt vaak verwezen als naar de Blijde Inkomst of Blijde Intrede.
Vaak deed de vorst verschillende steden aan op een soort tournee. In tijden van onrust kon een intrede soms leiden tot gevangenneming, zoals Filips de Goede, Karel de Stoute en Maximiliaan I van Oostenrijk aan den lijve ondervonden.

## Huidige tijd

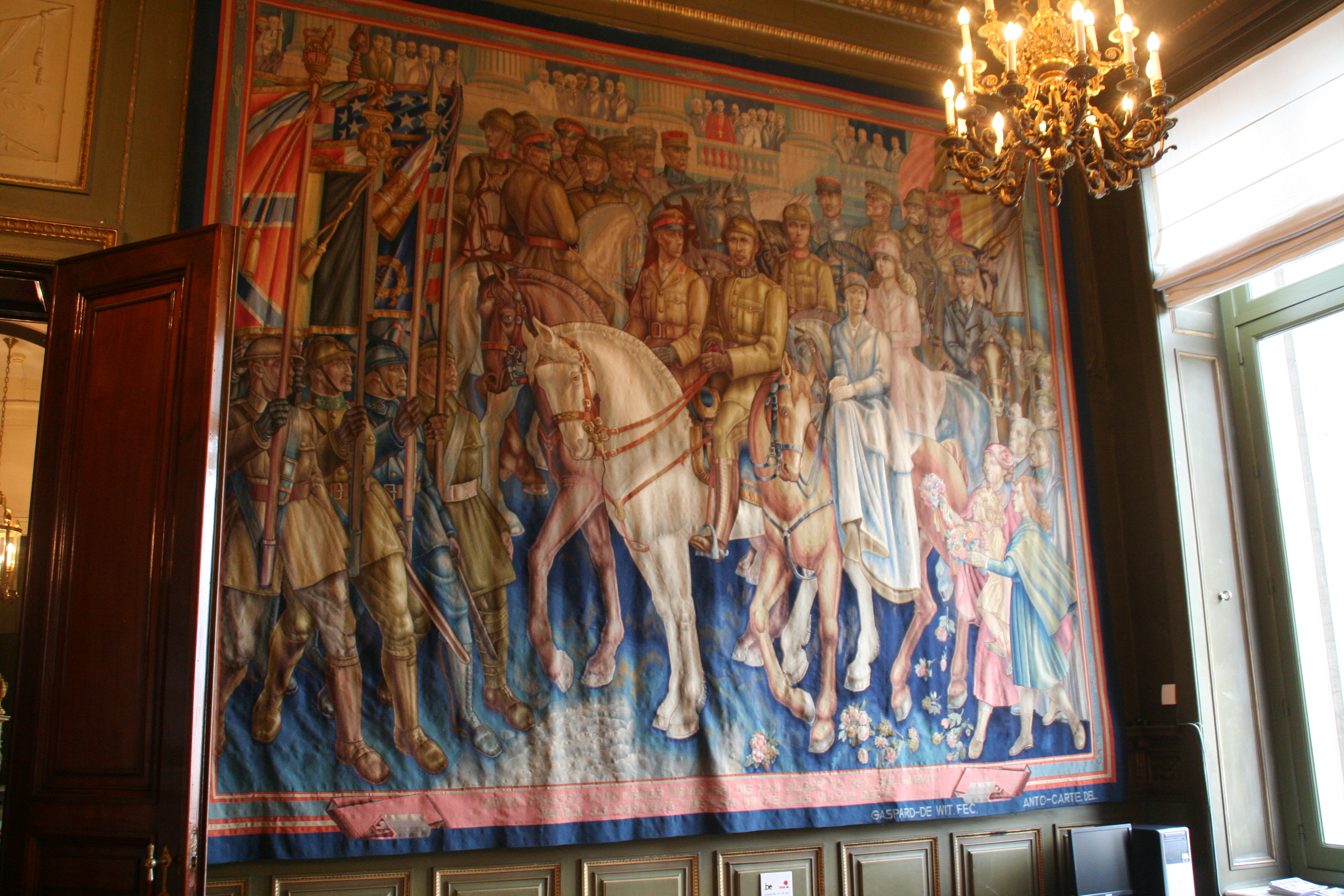
Blijde Intrede van koning Albert in Brussel, Wandtapijt (Verz. Kamer), ontwerp door Anto Carte.

In België zet het koningshuis dit oude gebruik voort. Het nieuwe koningspaar maakt na de eedaflegging een blijde intrede in de verschillende provinciehoofdplaatsen van het land. De troonopvolger maakt na zijn huwelijk een gelijkaardige tournée met zijn partner. Bij de bevrijding van België aan het einde van de Tweede Wereldoorlog werd het vorstenpaar plechtig ontvangen in de bevrijde hoofdstad en maakte hun Blijde Intrede te paard.
In Nederland heeft koning Willem-Alexander, na zijn inhuldiging in 2013, samen met koningin Maxima, naar analogie van dit gebruik, een kennismakingstoer gemaakt en alle twaalf Nederlandse provincies bezocht.

## Beroemde blijde intredes (selectie)
- 1301: Blijde Intrede in Vlaanderen van Filips de Schone, te Brugge, Gent, Dowaai, Rijsel, Doornik, Aardenburg, Kortrijk en Ieper
- 1356: Blijde Intrede van Johanna van Brabant en Wenceslas in Leuven
- 1407: Blijde Intrede van Jan zonder Vrees
- 1430: Blijde Intrede van Filips de Goede in Leuven
- 1464: Blijde Intrede van Matthias Corvinus van Hongarije in Sopron
- 1467: Blijde Intrede van Karel de Stoute in Gent
- 1468: Blijde Intrede van Karel de Stoute Margaretha van York in Brugge
- 1478: Blijde Intrede van Maximiliaan I van Oostenrijk in Antwerpen
- 1493: Blijde Intrede van Maximiliaan I van Oostenrijk in Mechelen
- 1496: Blijde Intrede van Filips de Schone en Johanna van Castilië in Brussel
- 1507: Blijde Intrede van Margareta van Oostenrijk in Mechelen
- 1515: Blijde intredes van keizer Karel V in Brussel, Brugge, Gent, Antwerpen en Leiden
- 1520: Blijde Intrede van keizer Karel V in Brugge
- 1543: Blijde Intrede van keizer Karel V in Brussel, herdacht door de Ommegang
- 1548: Blijde Intrede van Hendrik II van Frankrijk in Lyon
- 1549: Blijde Intrede van keizer Karel V in Brussel
- 1549: Blijde intredes van Filips II van Spanje in Brugge, Antwerpen en Maastricht (in 1550)
- 1550: Blijde Intrede van Hendrik II van Frankrijk in Rouen
- 1561: Blijde Intrede van Antoine Perrenot de Granvelle in Mechelen
- 1577: Blijde Intrede van Don Juan van Oostenrijk in Brussel
- 1578: Blijde Intrede van keizer Matthias van Oostenrijk in Brussel

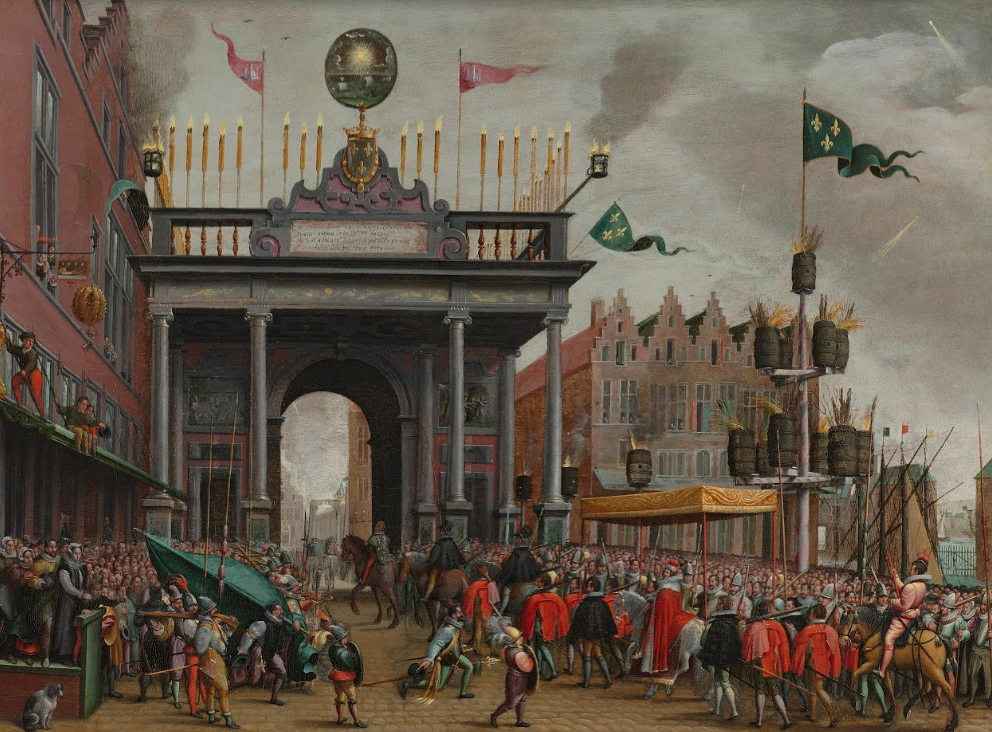
Triomfboog, gebouwd ter gelegenheid van de blijde intrede van Frans van Anjou in Antwerpen.

- 1582: Blijde Intrede van Frans van Anjou in Antwerpen, Brugge en Gent
- 1594: Blijde Intrede van Ernst van Oostenrijk in Brussel en Antwerpen
- 1596: Blijde Intrede van Albrecht van Oostenrijk in Brussel
- 1597: Blijde Intrede van proost Willem Veusels in Maastricht op 17 augustus 1597
- 1599-1600: Blijde intredes van Albrecht van Oostenrijk en Isabella van Spanje in Leuven, Brussel, Mechelen, Antwerpen, Gent, Brugge, Doornik, etc.
- 1618: Blijde Intrede van prins-bisschop Ferdinand van Beieren in Maastricht
- 1635: Blijde Intrede van kardinaal-infant Ferdinand in Antwerpen
- 1794: Blijde Intrede van keizer Frans II in Brussel op 24 april 1794 (Laatste Habsburgse Intrede)
- 1831: Blijde Intrede van koning Leopold I in Brussel op 21 juli 1831
- 1891: Blijde Intrede van Adolf van Luxemburg in Luxemburg
- 1918: Blijde intredes van koning Albert in Gent (13 november 1918), Antwerpen (19 november 1918) en Brussel (22 november 1918)
- 2000: Blijde intredes van prins Filip en prinses Mathilde in Antwerpen (24 januari 2000), Gent (1 maart) en de andere provinciehoofdsteden.
- 2013: Blijde intredes van koning Filip en koningin Mathilde in Leuven, Waver, Bergen, Hasselt, Antwerpen, Namen, Luik, Gent, Aarlen, Eupen en Brugge.

## Theorie over de oorsprong
Volgens de Franse historicus Michel Rouche ligt de oorsprong van de blijde intredes in de provincie Gallië van het laat-Romeinse rijk. Pas benoemde Romeinse bestuurders en ambtenaren deden in de hoofdstad van de civitas een adventus of intrede. Belangrijk was dat er hierbij gejuicht en toegeroepen werd (clamor).

## De feodale overeenkomsten
De overeenkomsten die werden gesloten kunnen met terugwerkende kracht worden gezien als vroege constituties. De charters afgesloten bij de Blijde Inkomsten in het Hertogdom Brabant kregen een unieke plaats in de geschiedenis omdat het de burgerij uit de grote, welvarende steden was, die letterlijk de regels dicteerden. Daartoe veelal in staat gesteld door een sterkere onderhandelingspositie.

## Festival in Nijmegen
Bij het Gebroeders van Lymborchfestival werd door de binnenstad van Nijmegen een Blijde Inkomst gehouden waarin de middeleeuwse intocht van rond 1400 wordt uitgebeeld.